# Bellsbank (meteorito)
El meteorito Bellsbank es un meteorito metálico hexahedrita con abundante schreibersita. Está clasificado como miembro del grupo IIG. Fue encontrado en Bellsbank, Sudáfrica en 1955.

## Descubrimiento y nombramiento
El meteorito fue encontrado en 1955 cerca de Bellsbank (28°5′S 24°5′E / -28.083, 24.083), al noroeste de Kimberley (Sudáfrica). Solo se encontró un espécimen de 38 kilogramos. El meteorito fue descrito por primera vez en 1959.

## Descripción
El meteorito es un meteorito metálico hexahedrita. Está compuesto exclusivamente de camacita y schreibersita. La superficie del meteorito está deshuesada y desgastada, y se pueden encontrar Líneas de Neumann. El hierro meteórico tiene concentraciones de níquel muy bajas, de 1.6%.

## Clasificación
El meteorito Bellsbank es parte del grupo llamado "Trío de Bellsbank". Después de que se encontraran cinco meteoritos, el grupo pasó a llamarse grupo IIG.